# Bessemerprocessen
Bessemerprosessen, patenteret i 1855 af Henry Bessemer, er en teknik til afkulning og raffinering af råjern, hvorved der kan fremstilles stål og smedejern. Processen benævnes også blæstferskning eller blæstfriskning.

## Processen
Råjern, der kommer lige fra højovnen eller kupolovnen, indeholder betydelige mængder kul og silicium. Henry Bessemer udviklede i et foredrag i 1856 den proces, som han havde patenteret året før. Det var dog først i 1861, at processen kunne producere jern af god kvalitet. Den svenske jernværksdirektør G.F. Göransson gjorde et stort arbejde ved at forfine teknikken.
Ideen var ved indblæsning af luft at lade silicium og kul forbrænde uden tilførsel af yderligere varme. Varmen fra forbrændingen kan få jernets temperatur til at stige fra ca. 1000 °C til 2000 °C, hvorved det stadig holder sig flydende. 
Processen sker i en særlig ovn, en retort kaldet en bessemerpære eller converter. Den er fremstillet af sammennittede jernplader, har en udskiftelig bund, en skråtstillet hals og to tappe, om hvilke den kan vippes, når der skal hældes jern ind eller ud af den. Gennem den ene tap indledes atmosfærisk luft under tryk og luften indsprøjtes i det smeltede jern gennem huller i bunden. Den anden tap er forbundet med en tandstang og besørger kippebevægelsen. Pæren er foret med et særdeles kiselholdigt ler. 
En bund kan holde til ca. 30 blæsninger og kan skiftes på 5 minutter. Et antal bunde holdes i beredskab, således at pæren ikke skal være ude af drift, mens bunden repareres. Foringen i resten af pæren kan holde til ca. 3000 blæsninger. 
Pæren vippes først bagover, og det smeltede jern fra højovnen ledes ind gennem halsen. Pæren vippes derpå tilbage til lodret stilling, og indblæsningen af luft starter med det samme. Den sker ved 1-2 atmosfærers overtryk. Indblæsningen forstærkes efterhånden. I første omgang iltes jernet, men det reduceres igen af det i jernet indeholdte silicium, der omdannes til kiselholdig slagge med det evt. mangan, der er i jernet. Der tages også en del silicium fra foringen. Flammen er på dette tidspunkt rødlig, oplyst ved skæret fra jernet. Jernilte i slaggen reagerer nu med kullet i jernet under stor voldsomhed, idet kullet går bort som kulilte. Under forbrændingen står en mægtig, larmende og stærkt lysende flamme ud ad ovnen. Gnister og stænk af slaggen kastes ud af ovnmundingen. Der tabes 10-12% af jernet under den samlede proces. 
Efterhånden som kullet forbrændes, bliver flammen rolig og blåviolet. Hvis der er meget mangan i jernet, kan flammen dog farves af en brunlig røg af mangansilikat. Normalt afkuller man jernet fuldkomment, for derefter at tilsætte kulstofholdigt jern til det ønskede kulindhold nås. Man kan herved producerer såvel smedejern som stål med et højere kulstofindhold.

## Ulemper
Bessemerprocessens største ulempe er, at den kræver råjern med et meget lavt indhold af fosfor. Den er derfor ikke egnet til det jern, man fremstillede i England. Processen er efterhånden gået af brug i det forrige århundrede.